# Departament d'Ahuachapán
El departament d'Ahuachapán és el més occidental dels 14 departaments en els quals està dividida la República d'El Salvador. La seva capçalera, la ciutat d'Ahuachapán es troba a 100 km de San Salvador (capital de la república). El departament té una extensió de 1.239,60 km².

## Història
Va ser creat per Llei de 9 de febrer de 1869 durant l'administració de Francisco Dueñas. La seva capçalera és la ciutat d'Ahuachapán i consta de dos districtes o partits: el d'Ahuachapán i el d'Atiquizaya, instituïts per les lleis de 4 de juliol de 1832 i 26 de febrer de 1869, respectivament.
L'actual governador departamental és Salvador Antonio Gómez Góchez nomenat al maig de 2011, per Mauricio Funes.(president)

## Geografia
La Serralada Costanera travessa el departament paral·lelament a la costa.
El principal riu és el Riu Paz, que serveix de frontera amb Guatemala, altres rius curts i torrencials baixen de la Serralada Costanera. Algunes de les seves platges són: la Barra de Santiago i la Garita Palmera
En *Ahuachapán se situa la reserva nacional Bosc El Imposible, un gran bosc amb interès ecològic.
L'economia del departament es basa en el sector agropecuari. Es conrea cafè a les zones altes i temperades i cotó a les zones baixes i càlides. Es considera una de les zones amb major afluència de comerç tant local com internacional per estar a prop de punts fronterers.

## Divisió administrativa

### Municipis
1. Ahuachapán
2. Apaneca
3. Atiquizaya
4. Concepción de Ataco
5. El Refugio
6. Guaymango
7. Jujutla
8. San Francisco Menéndez
9. San Lorenzo
10. San Pedro Puxtla
11. Tacuba
12. Turín